# Hexameron (hymne)
Pour l’article homonyme, voir Hexaméron (composition musicale).
L'Hexameron est un ensemble de six hymnes vespérales de l'Église, composées selon le livre de la Genèse au VIIe siècle.

## Caractéristique
Les six hymnes de l'Hexameron s'accordent parfaitement au premier chapitre du livre de la Bible Segond 1910/Genèse (complet) 1,1 :
1. Lucis Creator optime : Genèse I, 2 - 5 (dimanche aux vêpres, à savoir commencement du lundi, le premier jour de la création)
2. Immense cæli Conditor : I, 6 - 8 (lundi au soir : mardi)
3. Telluris ingens Conditor : I, 9 - 13 (mardi au soir : mercredi)
4. Cæli Deus sanctissime : I, 14 - 19 (mercredi au soir : jeudi)
5. Magnæ Deus potentiæ : I, 20 - 23 (jeudi au soir : vendredi)
6. Plasmator hominis Deus : I, 24 - 27 (vendredi au soir : samedi)

Le titre est issu du mot grec « tờ hexaemeron », adjectif substantivé qui signifie ce qui fut fait en six jours.

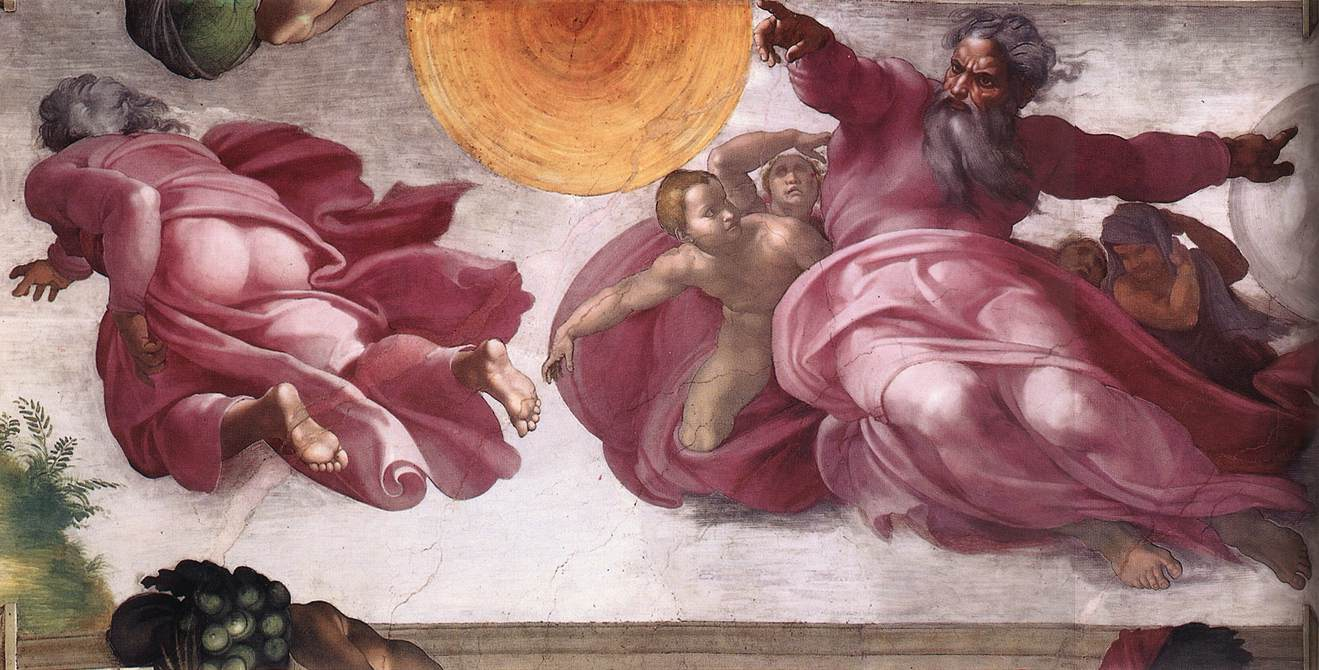
La création du soleil et de la lune (œuvre de Michel-Ange).

Chaque hymne comporte quatre strophes de quatre vers de huit pieds. Sa doxologie est commune et ce qui existait dans d'autres hymnes.
Ces six hymnes adaptent prodigieusement à l'office des vêpres où l'Église « remercie pour les merveilles de la création, pour l'activité qu'elle put mener, et se complaît dans la présence de son Seigneur » à la fin de journée. Alors que les deux premières strophes de chaque hymne sont le résumé très concentré du texte biblique, l'auteur développait dans les deux strophes suivantes ses réponses et prières.
Il est évident que cette œuvre fut composée sous influence de la tradition plus ancienne, notamment l'Hexameron, suite d'homélies, attribué à saint Ambroise de Milan ainsi que son hymne des vêpres Deus, Creator omnium.

## Auteur
Si les études récentes et approfondies du texte attribuent la composition de ces hymnes à la première moitié du VIIe siècle, l'auteur reste inconnu. D'ailleurs, il est probable que celui-ci était unique, en raison d'une façon systématique de la composition.
Il est vrai que, dans ces derniers siècles, on considérait que le pape saint Grégoire Ier composa plusieurs hymnes dont l'Hexameron. Quoique ce pape fût un vrai promoteur de la liturgie de l'Église, cette paternité de saint Grégoire ne remonte cependant qu'au XVIe siècle. En effet, un théologien flamand Josse Clichtove écrivit cette attribution en 1516, afin de lutter contre la Réforme protestante.

## Manuscrit
Les manuscrits restants les plus anciens se trouvent dans l'Hymnaire irlandais ainsi que le Psautier d'or de Saint-Gall du IXe siècle.
Au regard de ceux du Xe siècle, il s'agit des hymnaires de Saint-Maximin de Trèves, de Bobbio, d'H. Bénédictin, de Marchiennes, de Cantorbéry. Un manuscrit de Klosterneuburg (cod. 336), copié au XIIe siècle, compte huit hymnes, qui est une reproduction.

## Dans la liturgie
En raison de la solennité de l'office des vêpres, ces hymnes étaient toujours chantées depuis le Moyen Âge à la fin de celui-ci, juste avant le Magnificat. Après la réforme du concile Vatican II, elles sont chantées ou récitées au début des vêpres, mais pendant les semaines I et III, selon la nouvelle liturgie des Heures.

## Texte

### Lucis Creator optime
I. Lucis Creator optime (Gn 1,2 - 5)
Lucis Creator optime,

Lucem dierum proferens,

Primordiis lucis novæ,

Mundi parans originem.

O Très bon Créateur de la lumière, qui faites naître la clarté des jours ; aux premiers rayons de la lumière nouvelle, vous préparez l'origine du monde.

Qui mane junctum vesperi

Diem vocari præcipis,

Tetrum chaos illabitur,

Audi preces cum fletibus.

Vous, qui faites appeler jour le temps qui s'écoule du matin au soir ; voici l'approche de la nuit, écoutez nos prières mêlées de larmes ;

Ne mens gravata crimine,

Vitæ sit exsul munere,

Dum nil perenne cogitat,

Seseque culpis illigat.

Ne permettez pas que notre âme, chargée de crimes soit privée du bienfait de la vie, tandis que sans penser à l'éternité, elle s'embarrasse dans les liens du péché.

Cælorum pulset intimum,

Vitale tollat præmium,

Vitemus omne noxium,

Purgemus omne pessimum.

Qu'elle frappe enfin à la porte du ciel ; qu'elle remporte la récompense de la vie ; qu'elle évite tout mal et se purifie de toute iniquité.

(doxologie)

Præsta, Pater piissime,

Patrique compar Unice,

Cum Spiritu Paraclito

Regnans per omne sæculum. Amen.

Accordez-nous cette grâce, Père très miséricordieux, ainsi que vous, Fils unique, égal au Père, qui, avec l'Esprit Consolateur, régnez à jamais. Ainsi soit-il.

### Immense cæli Conditor
II. Immense cæli Conditor (Gn 1,6 - 8)
Immense cæli Conditor,

Qui mixta ne cofunderent,

Aquæ fluenta dividens,

Cælum dedisti limitem.

Dieu infiniment grand, Créateur du ciel, pour éviter la confusion des éléments, vous avez séparé la masse des eaux, leur donnant comme limite, le firmament,

Firmans locum cælestibus,

Simulque terræ rivulis ;

Ut unda flammas temperet,

Terræ solum ne dissipent.

Assignant leur place aux nuées du ciel en même temps qu'aux fleuves de la terre, afin de tempérer ainsi le feu des astres, pour qu'ils ne brûlent pas la surface de la terre.

Infunde nunc, piissime,

Donum perennis gratiæ,

Fraudis novæ ne casibus

Nos error atterat vetus.

Dieu très clément, répandez maintenant en nous le don de votre éternelle grâce,

de peur que les artifices d'une nouvelle séduction ne nous fassent retomber dans nos égarements passés.

Lucem fides inveniat,

Sic luminis jubar ferat,

Ut vana cuncta terreat,

Hanc falsa nulla comprimant.

Que la foi trouve la lumière ; qu'elle en étende le lumineux rayonnement, pour abattre toutes les vanités ; que nulle erreur ne l'arrête dans son élan.

(doxologie)

Præsta, Pater piissime,

Patrique compar Unice,

Cum Spiritu Paraclito

Regnans per omne sæculum. Amen.

### Telluris ingens Conditor
III. Telluris ingens Conditor (Gn 1,9 - 13)
Telluris ingens Conditor,

Mundi solum qui eruens,

Pulsis aquæ molestiis,

Terram dedisti immobilem.

Puissant Créateur de la terre, qui, dégageant le sol du monde de la masse nuisible des eaux, avez fixé la terre dans sa stabilité :

Ut germen aptum proferens,

Fulvis decora floribus,

Fecunda fructu sisteret,

Pastumque gratum redderet.

Afin qu'elle produisît des semences appropriées et que, toute parée de fleurs brillantes, elle devînt féconde en fruits, et offrît ainsi un aliment agréable ;

Mentis perustæ vulnera

Munda virore gratiæ,

Ut facta fletu diluat,

Motusque parvos atterat.

Purifiez par la rosée de votre grâce les blessures de notre âme desséchée, afin qu'elle efface ses fautes dans les larmes et dompte les sens révoltés.

Jussis tuis obtemperet,

Nullis malis approximet,

Bonis repleri gaudeat,

Et mortis actum nesciat.

Qu'elle obéisse à vos lois, qu'elle évite le contact du mal ; qu'elle mette sa joie à posséder les vrais biens et évite les atteintes de la mort.

(doxologie)

Præsta, Pater piissime,

Patrique compar Unice,

Cum Spiritu Paraclito

Regnans per omne sæculum. Amen.

### Cæli Deus sanctissime
IV. Cæli Deus sanctissime (Gn 1,14 - 19)
Cæli Deus sanctissime,

Qui lucidum centrum poli

Candore pingis igneo,

Augens decoro lumine.

Dieu très saint du Ciel, qui peignez en traits de feu les espaces brillants du firmament, en les ornant des splendeurs de la lumière :

Quarto die qui flammeam

Solis rotam constituens,

Lunæ ministras ordinem,

Vagosque cursus siderum.

Vous qui, au quatrième jour, plaçant au ciel le globe embrasé du soleil, avez assigné à la lune son rôle et réglé les évolutions des astres :

Ut noctibus, vel lumini

Diremptionis terminum,

Primordiis et mensium

Signum dares notissimum.

Afin de fixer le terme de séparation entre la nuit et le jour, et de marquer par un signe certain le commencement de chaque mois,

Illumina cor hominum,

Absterge sordes mentium,

Resolve culpæ vinculum,

Everte moles criminum.

Illuminez le cœur des hommes, lavez les souillures de notre esprit ; dégagez-nous des liens du péché ; enlevez le fardeau de nos crimes.

(doxologie)

Præsta, Pater piissime,

Patrique compar Unice,

Cum Spiritu Paraclito

Regnans per omne sæculum. Amen.

### Magnæ Deus potentiæ
V. Magnæ Deus potentiæ (Gn 1,20 - 23)
Magnæ Deus potentiæ,

Qui ex aquis ortum genus

Partim remittis gurgiti,

Partim levas in aera.

Dieu tout-puissant qui, des êtres nés dans les eaux fécondes, laissez les uns dans les abîmes et élevez les autres dans les airs :

Demersa lymphis imprimens,

Subvecta cælis irrigans,

Ut stirpe una prodita,

Diversa rapiant loca.

Enchaînant dans les flots ceux qui y sont plongés, élevant aux cieux ceux qui y sont transportés,

de telle sorte qu'issus d'une même source, ils peuplent des lieux différents.

Largire cunctis servulis,

Quos mundat unda Sanguinis,

Nescire lapsus criminum,

Nec ferre mortis tædium.

Accordez à tous vos serviteurs, que purifie l'onde de votre Sang, d'ignorer les chutes coupables, et de ne pas subir l'accablement de la mort.

Ut culpa nullum deprimat,

Nullum levet jactantia :

Elisa mens ne concidat,

Elata mens ne corruat.

Que le péché ne décourage aucun de nous, que la présomption n'en élève aucun,

de peur que notre cœur trop accablé ne désespère, et que notre âme enorgueillie ne vienne à tomber soudain.

(doxologie)

Præsta, Pater piisime,

Patrique compar Unice,

Cum Spiritu Paraclito

Regnans per omne sæculum. Amen.

### Plasmator hominis Deus
VI. Plasmator hominis Deus (Gn 1,24 - 27)
Plasmator hominis Deus,

Qui cuncta solus ordinans,

Humum jubes producere

Reptantis et feræ genus.

Dieu, qui avez façonné l'homme de vos mains, vous qui, desposant seul toutes choses, faites sortir du sol la race des reptiles et des animaux.

Qui magna rerum corpora,

Dictu jubentis vivida,

Ut serviant per ordinem,

Subdens dedisti homini.

Ces êtres, dont la masse imposante fut animée au souffle de votre voix, vous les avez soumis à l'empire de l'homme.

Repelle a servis tuis,

Quidquid per immunditiam,

Aut moribus se suggerit,

Aut actibus se interserit.

Eloignez de vos serviteurs toute impureté qui se glisse dans nos mœurs ou s'insinue dans nos actes.

Da gaudiorum præmia,

Da gratiarum munera :

Dissolve litis vincula,

Astringe pacis fœdera.

Donnez-nous la récompense du céleste bonheur, donnez les faveurs de vos grâces, brisez les chaînes de la discorde ; resserrez les liens de la paix.

(doxologie)

Præsta, Pater piisime,

Patrique compar Unice,

Cum Spiritu Paraclito

Regnans per omne sæculum. Amen.